# Santiago Gómez Sierra
Santiago Gómez Sierra (ur. 24 listopada 1957 w Madridejos) – hiszpański duchowny katolicki, biskup Huelvy od 2020.

## Życiorys

### Prezbiterat
Święcenia kapłańskie otrzymał 18 września 1982 i został inkardynowany do diecezji Kordoby. Pracował głównie jako duszpasterz parafialny, jednocześnie pełniąc funkcje m.in. wykładowcy i wicerektora seminarium, wikariusza generalnego i kanclerza kurii.

### Episkopat
18 grudnia 2010 papież Benedykt XVI mianował go biskupem pomocniczym archidiecezji Sewilli, ze stolicą tytularną Vergi. Sakry biskupiej udzielił mu 26 lutego 2011 arcybiskup Juan José Asenjo Pelegrina.
15 czerwca 2020 roku został mianowany przez papieża Franciszka biskupem diecezji Huelva. 